# Erik Varekamp
Erik Julius Varekamp (Amsterdam, juni 1964) is een Nederlands beeldend kunstenaar die actief is als striptekenaar en illustrator. Hij woont en werkt in Amsterdam.

## Biografie
Varekamp is opgeleid aan de Gerrit Rietveld Academie te Amsterdam (1984-1988). Na zijn studie werkte hij enkele jaren als assistent van Gerrit de Jager.
Van 1986 tot 1988 tekende Varekamp een dagstrip in het Algemeen Dagblad: S.O.S.. De strip verscheen tevens in diverse regionale dagbladen. Er zijn twee boeken van uitgegeven.
In 2003 startte Varekamp samen met Mick Peet de reeks Agent Orange, een strip over het leven van prins Bernhard. Alles aan deze man leent zich voor een strip: locaties, kostuums, personages en wereldgeschiedenis, de prins ís een stripfiguur. Het eerste deel van de stripreeks kwam uit vlak voor de dood van de prins en veroorzaakte spektakel in de media. Het is een van de laatste boeken die de weduwnaar van prinses Juliana heeft gelezen. Buiten het stripverhaal bevatten de boeken over de prins ook essays én afbeeldingen van niet eerder gepubliceerde documenten die bijvoorbeeld het lidmaatschap van prins Bernhard van de NSDAP aantonen. Historici als Gerard Aalders, Coen Hilbrink en Otto Spronk leverden hiervoor bijdragen.
Naast de serie is ook Het grote Prins Bernhard aankleedboek verschenen. Het model van de prins in ondergoed is de basis voor een scala aan historische uitdossingen zoals SS-uniformen, galakostuums, sportkleding en andere tenue's waarin de prins is gezien, ingeleid door Yvo van Regteren Altena. Prins Bernhard bezat een aanzienlijke collectie militaire uniformen.
Daarnaast werkt Varekamp als illustrator voor bedrijven als Liander, het Algemeen Dagblad, HP/De Tijd, Daimler (Duitsland), Hard gras, Albert Heijn en de VPRO-gids.
Vanaf 2016 maakt Varekamp samen met Mick Peet de stripreeks De Kennedy Files.